# Сјамозеро (језеро)
Сјамозеро (рус. Сямозеро) је језеро у Русији. Налази се на територији Републике Карелија. Површина језера износи 266 km².